# Tatiane Pacheco
Tatiane Pacheco do Nascimento (São Paulo, 16 de outubro de  1990) é uma basquetebolista profissional brasileira, atua como ala no América Basquete da Liga de Basquete Feminino.

## Carreira
Tatiane começou no esporte aos 9 anos de idade, e fez parte da seleção brasileira de base na Copa América Sub-20 de 2008 e o Mundial do ano seguinte. Em 2013 já era parte da  seleção adulta, conquistando o bronze na  Copa América que classificou o time para o Mundial no ano seguinte.
Tatiane foi convocada para as Olimpíadas de 2016, mas no dia da estreia no torneio, pediu dispensa e se apresentou ao departamento médico sentindo um mal estar. Após exames na Vila Olímpica, Tatiane foi diagnosticada com caxumba, e teve de ser cortada da equipe.